# Kučerův palác
Kučerův palác (nazývaný někdy i U zlaté lodi nebo U Demartinů) je rokokový palác, který se nachází v ulici Pohořelec č. 114/22, na Hradčanech v městské části Praha 1. Je chráněn od roku 1958 jako kulturní památka České republiky.

## Historie

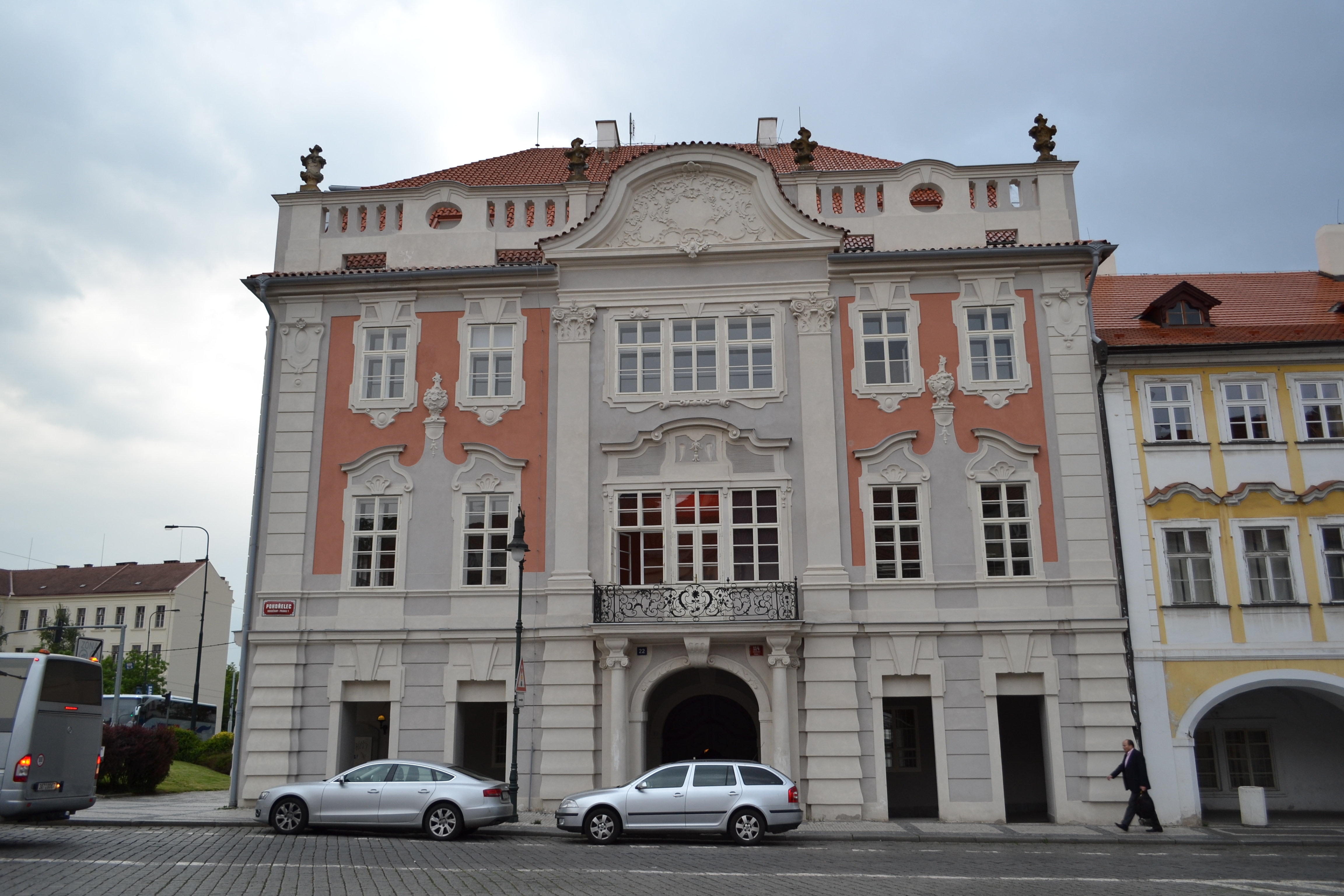
Kučerův palác na Pohořelci

Na místě dnešního paláce stávaly tři úzké měšťanské gotické domy, které byly nejprve přestavěny renesančně na dům "U zlaté lodi". Za první barokní přestavby kolem roku 1723 pro hraběte z Vrbna byla dispozice objektu upravena na palác. Dalším majitelem byl Emanuel z Kolowrat, od kterého palác koupil Karel Kučera (Carl Kutschera byl c. k. úředník, správce zemských desek, v roce 1805 povýšen do stavu svobodných pánů; jeho syn Johann von Kutschera byl císařským důstojníkem, v letech 1815–1832 majitelem 28. pěšího pluku).
Současná podoba s pozoruhodným rokokovým průčelím vychází z pozdně barokní přestavby, kterou pravděpodobně nechal provést Karel Kučera v letech 1764–1769 a která bývá někdy připisována Janu Josefu Wirchovi.
Později se palác dostal do vlastnictví známé pražské kominické rodiny Demartinů. Na konci 19. století při prorážení Keplerovy ulice byla zbourána dvorní křídla a objekt přišel také o zadní stavení a zahradu. Z paláce se stal činžovní dům, v 1. polovině 20. století pak hotel. Od padesátých let 20. století až do roku 1989 sídlila v Kučerově paláci Státní památková správa. V 90. letech byl palác zrestituován a proběhla celková rekonstrukce, která paláci vrátila pozdně barokní vzhled. V budově dnes sídlí oděvní společnost VERMONT Holding a.s.